# Rudolf Hasse
Rudolf Hasse, nemški dirkač, * 30. maj 1906, Mittweida, Nemčija, † 12. avgust 1942, Rusija.
Rudolf Hasse se je rodil 30. maja 1906 v nemškem mestu Mittweida. Na dirkah najvišjega ranga je začel nastopati v sezoni 1936, ko je dosegel četrto mesto na domači dirki za Veliko nagrado Nemčije in peto mesto na dirki za Veliko nagrado Švice. V sezoni 1937 je na dirki za Veliko nagrado Belgije dosegel svojo edino prvenstveno zmago v svoji kratki karieri, v sezoni pa je poleg odstopa na dirki za Veliko nagrado Monaka dosegel še peto mesto na domači dirki za Veliko nagrado Nemčije. V sezoni 1938 je odstopil na obeh prvenstvenih dirkah, na katerih je nastopil, v sezoni 1939 pa je ob dveh odstopih dosegel še drugo mesto na dirki za Veliko nagrado Belgije. Nato je njegovo dirkaško kariero prekinil izbruh druge svetovne vojne, Rudolf Hasse pa je leta 1942 padel na vzhodni fronti.